# Брентвуд (Калифорнија)
Брентвуд (енгл. Brentwood) град је у америчкој савезној држави Калифорнија. По попису становништва из 2010. у њему је живело 51.481 становника.

## Демографија
Према попису становништва из 2010. у граду је живело 51.481 становника, што је 28.179 (120,9%) становника више него 2000. године.
| Група             | 2000.          | 2010.          |
| Белци             | 14.692 (63,1%) | 27.944 (54,3%) |
| Афроамериканци    | 579 (2,5%)     | 3.389 (6,6%)   |
| Азијати           | 666 (2,9%)     | 4.051 (7,9%)   |
| Хиспаноамериканци | 6.565 (28,2%)  | 13.779 (26,8%) |
| Укупно            | 23.302         | 51.481         |